# Nolan Mbemba
Nolan Mbemba (sinh ngày 19 tháng 2 năm 1995) là một cầu thủ bóng đá chuyên nghiệp thi đấu ở vị trí tiền vệ cho Le Havre, theo dạng cho mượn từ Reims. Mặc dù sinh ra ở Pháp, anh thi đấu cho Cộng hòa Congo ở cấp độ quốc tế.

## Sự nghiệp câu lạc bộ
Mbemba là nhân tố trẻ từ lò đào tạo Lille OSC. Trong mùa giải 2014–15, anh gia nhập Royal Mouscron-Péruwelz theo dạng cho mượn. Anh có màn ra mắt hạng đấu cao nhất vào ngày 15 tháng 8 năm 2014 trước Standard Liège với chiến thắng 5–2 trên sân nhà. Vào ngày 21 tháng 11 năm 2015, anh có màn ra mắt cho đội một của Lille với trận hòa trên sân khách trước Troyes AC.
Vào tháng 5 năm 2016 Mbemba chuyển đến Bồ Đào Nha, kí hợp đồng với Vitória Guimarães.
Mbemba giúp Stade de Reims vô địch Ligue 2 2017–18, thăng hạng Ligue 1 mùa giải 2018–19.

## Sự nghiệp quốc tế
Mbemba sinh ra ở Pháp và có gốc Cộng hòa Congo và Cộng hòa Dân chủ Congo. Anh được triệu tập vào Đội tuyển bóng đá U-20 quốc gia Cộng hòa Dân chủ Congo thi đấu giao hữu với U-20 Pháp năm 2015.
Sau đó, anh chuyển sự trung thành quốc tế của mình sang Cộng hòa Congo. Anh ra mắt cho Đội tuyển bóng đá quốc gia Congo vào ngày 2 tháng 9 năm 2021 trong vòng loại World Cup trước Namibia, với trận hòa 1–1 trên sân khách. Anh đá chính và thi đấu hết trận.

## Danh hiệu
Reims
- Ligue 2: 2017–18